# Leptoderris miegei
Leptoderris miegei là một loài thực vật có hoa trong họ Đậu. Loài này được Ake Assi & Mangenot miêu tả khoa học đầu tiên.